# Skippers Aviation
Skippers Aviation — австралійська авіакомпанія зі штаб-квартирою в місті Перт, що працює в сферах чартерних і регулярних регіональних пасажирських перевезень всередині країни, бізнес-авіації за контрактами з компаніями гірничодобувних галузей Західної Австралії, а також забезпечує роботу пошуково-рятувальних груп та бригад швидкої медичної допомоги (санітарна авіація).
Портом приписки перевізника і його головним транзитним вузлом (хабом) є аеропорт Перта.

## Маршрутна мережа

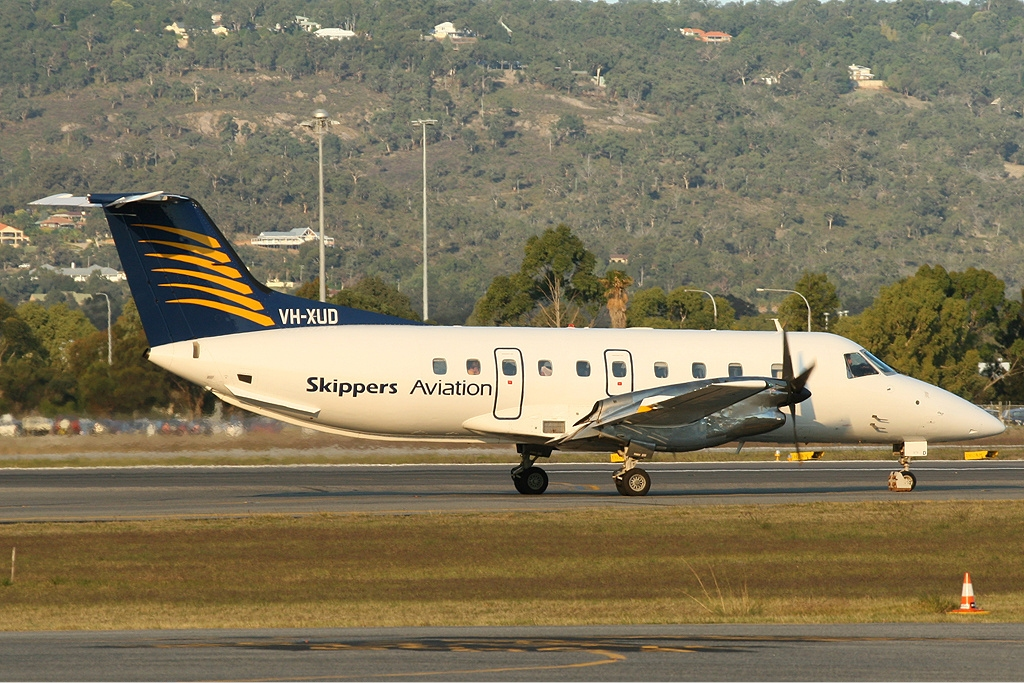
Embraer EMB 120 Brasilia в аеропорту Перта

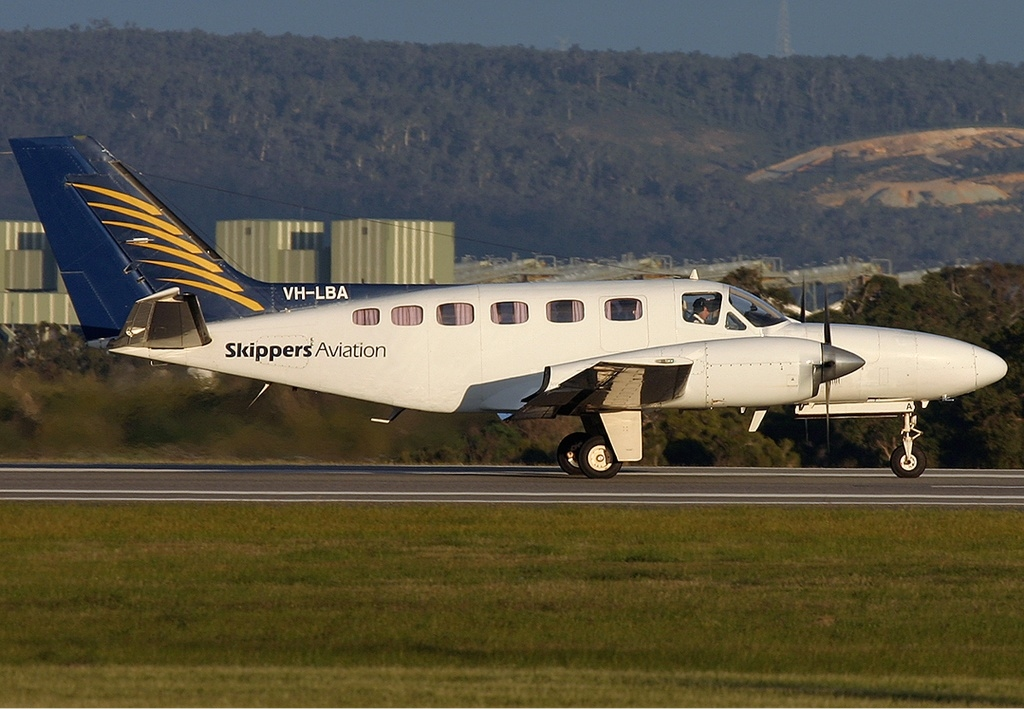
Cessna 441 в аеропорту Перта

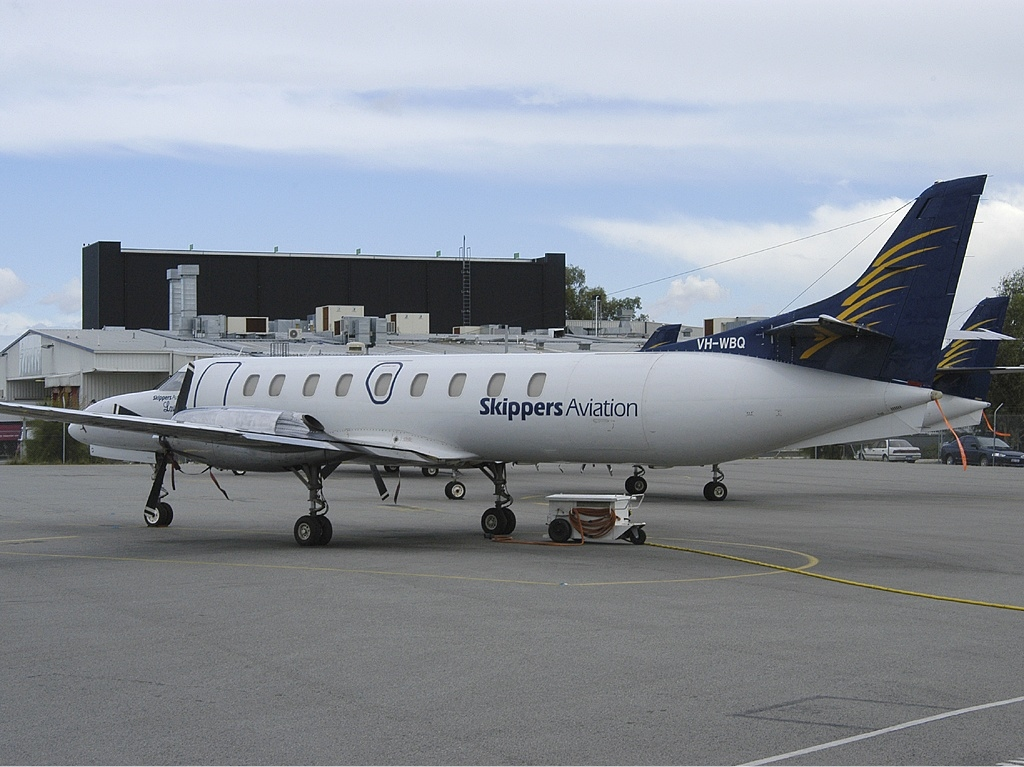
Fairchild Metro

Маршрутна мережа регулярних перевезень авіакомпанії Skippers Aviation поширюється з аеропорту Перта на наступні пункти призначення:
- Лавертон
- Лейнстер
- Леонора
- Мікатарра
- Маунт-Меджнет
- Уілуна
- Кернарвон
- Манкі-Міа
- Калбаррі

Skippers Aviation також є найбільшим авіаперевізником Західної Австралії, що працюють по чартерним контрактів на перевезення вахтовиків з більш, ніж п'ятнадцятьма підприємствами гірничодобувної промисловості штату. Щотижня за цими контрактами літаки авіакомпанії виконують більше ста рейсів. Постійні клієнти Skippers Aviation:
- Jundee Gold Mine
- Darlot-Centenary Gold Mine
- Granny Smith Gold Mine
- Lawlers Gold Mine
- Plutonic Gold Mine
- Sunrise Dam Gold Mine
- Norseman Mine
- Karara Mine
- Shay Gap Yarrie Mine
- Forrestania Western Area Mine

## Флот
У серпні 2011 року повітряний флот авіакомпанії Skippers Aviation складали наступні літаки:
- 4 de Havilland Canada DHC-8-100 Dash 8
- 6 de Havilland Canada/Bombardier DHC-8-300 Dash 8
- 6 Embraer EMB 120ER Brasilia
- 5 Fairchild SA227-DC Metro 23
- 5 Cessna 441 Conquest II

## Авіаподії й нещасні випадки
- 26 червня 2007 року. При здійсненні посадки на злітно-посадкову смугу аеродрому Джанді (Західна Австралія) екіпаж Embraer EMB 120ER Brasilia ухвалив рішення про відхід на друге коло. У процесі виконання догляду на висоті 50 футів над землею виник крен в 40 градусів. Після відновлення контролю за літаком екіпаж зафіксував зупинку лівого двигуна у зв'язку з відсутністю палива в баку[3].